# Instituto Allen para la Inteligencia Artificial
El Instituto Allen para la IA (abreviado AI2) es un instituto de investigación sin fines de lucro 501(c)3 fundado por el difunto cofundador y filántropo de Microsoft Paul Allen en 2014. El instituto busca llevar a cabo investigaciones e ingeniería de IA de alto impacto al servicio del bien común. Oren Etzioni fue nombrado por Paul Allen en septiembre de 2013 para dirigir la investigación en el instituto. Después de dirigir la organización durante nueve años, Oren Etzioni dejó su cargo de director ejecutivo el 30 de septiembre de 2022. Fue reemplazado de forma interina por el investigador principal de Aristo de la empresa. proyecto, Peter Clark. El 20 de junio de 2023, AI2 anunció a Ali Farhadi como su próximo director ejecutivo a partir del 31 de julio de 2023. La junta directiva de la empresa formó un comité de búsqueda de un nuevo director general. AI2 también tiene una oficina activa en Tel Aviv, Israel.

## Equipos
- Aristo': Aristo es un proyecto emblemático de AI2 que se inspiró en un proyecto similar llamado Proyecto Halo llevado a cabo por la empresa de inversión Vulcan, con sede en Seattle.[5] El objetivo original del proyecto era diseñar un sistema artificialmente inteligente sistema que pudiera leer, aprender y razonar con éxito a partir de textos y, en última instancia, demostrar su conocimiento al aprobar con éxito un examen de ciencias de octavo grado: el equipo logró este objetivo en 2018.[6] El enfoque actual del equipo[7] es construir la próxima generación de sistemas que puedan razonar sistemáticamente, explica y mejorar continuamente con el tiempo.
- PRIOR: El equipo PRIOR busca avanzar en el campo de la visión por computadora mediante la creación de sistemas de inteligencia artificial que puedan ver, explorar, aprender y razonar sobre el mundo.[8] El equipo lanzó la plataforma abierta de IA incorporada AI2-THOR en 2016, apoyando la capacitación de agentes de IA en entornos simulados.[9] En febrero de 2018, el equipo lanzó el juego Iconary como demostración de una IA que puede comprender y producir escenas situadas a partir de un conjunto limitado de iconos.
- Semantic Scholar: La herramienta Semantic Scholar es un motor de búsqueda respaldado por inteligencia artificial para publicaciones académicas publicado públicamente en noviembre de 2015. Utiliza avances en procesamiento del lenguaje natural para proporcionar funciones como resúmenes de artículos académicos, información contextual sobre citas en línea y la capacidad de crear bibliotecas de artículos y recibir recomendaciones de artículos.
- AllenNLP: El equipo de AllenNLP trabaja en investigaciones para mejorar el rendimiento y la responsabilidad de los sistemas de PNL, y avanzar en metodologías científicas para evaluar y comprender los sistemas de PNL. El equipo produce su propia investigación, así como herramientas de código abierto para acelerar la investigación de PNL.[10]
- MOSAIC: El proyecto Mosaic se centra en definir y construir conocimiento de sentido común y razonamiento para sistemas de IA.[11]
- IA para el Medio Ambiente: Estos equipos buscan aplicar soluciones de inteligencia artificial para la prevención de la caza furtiva y la pesca ilegal en lugares de todo el mundo, así como problemas ambientales como el modelado climático y la gestión de incendios forestales. Los equipos de este grupo incluyen EarthRanger, Skylight, Climate Modeling y Wildlands.

## OLMo
El 11 de mayo de 2023, AI2 anunció OLMo, un modelo de lenguaje abierto que pretende ser comparable a otros modelos de lenguaje de última generación y se espera que se lance en 2024.